# مرح البقاعي
مَرَح البقاعي شاعرة وأكاديمية وإعلامية وسياسية سورية - أمريكية. ولدت في دمشق ودرست فيها ثم انتسب إلى جامعتها وتخرجت بشهادة الأجازة في الأدب الفرنسي عام 1983. هاجرت إلى الولايات المتحدة ودخلت الإعلام وهي تهتم بالحوار عربي-أمريكي. عملت أستاذة لمادة الإسلام المعاصر بجامعة جورج تاون ثم درست اللغة العربية في جامعة ميريلاند. بدأت معارضتها للنظام من عقد 2000 وتقلدت عدة المناصب في منظمات السورية - الأمريكية. هي عضوة سابقة بجمعية الشعر في اتحاد الكتاب العرب وعضوة في رابطة الكتاب السوريين المعارضة.

## سنواتها الأولى
ولدت مرح البقاعي سنة 1959 في دمشق ونشأت بها. تلقت علومها الابتدائية والإعدادية والثانوية في المدرسة الفرنسية في دمشق وتابعت دراستها الجامعية في جامعة دمشق فنالت إجازة في آداب اللغة الفرنسية بدرجة شرف في مادة الفكر والفلسفة في 1983. حصلت على درجة الدبلوم من كلية الدراسات العربية والإسلامية من جامعة ستراسبورغ في فرنسا عام 1990. أنجزت سنة واحدة من برنامج الدكتوراه في الأدب المقارن في جامعة السوربون في باريس قبل ان تنتقل للإقامة بشكل دائم في الولايات المتحدة عام 1992. 

## مهنتها

### الإعلامية
كتبت مقالات ودراسات وترجمات بالعربية على صفحات جريدة الحياة في لندن، الخليج في الإمارات، والقدس العربي في لندن، المحرّر العربي في باريس، شهرزاد في قبرص، صباح الخير في بيروت، الموقف الأدبي في دمشق، الجديد في لوس أنجلوس، جريدة المستقبل اللبنانية، موقع إيلاف  الإلكتروني، موقع آرام الإلكتروني، موقع الحوار المتمدن، و مجلة هاي للتبادل الثقافي في واشنطن حيث كانت أحد المؤسسين للمجلة وشغلت منصب كبير المحررين فيها.

اشتغلت في الإعلام المرئي حيث أسست في العام 2000 أول مكتب دولي للتلفزيون السوري في مقر إقامتها، الولايات المتحدة، وشغلت منصب مديره العام. من 2002 حتى 2006 عملت في مجلة هاي للتبادل الثقافي في واشنطن حيث كانت أحد المؤسسين للمجلة وشغلت منصب كبير المحررين فيها. 

من 2006 حتى 2010 شغلت منصب كبيرة المستشارين الاعلاميين والثقافيين في مؤسسة أصوات حيوية. أطلقت معهد الوارف للدراسات الإنسانية من واشنطن العاصمة في 2009.

هي عضو فخري بمنصب مستشارة إعلامية في مشروع منبر الحرية، المشروع العربي لمركز البحوث «كيتو» في العاصمة الأميركية واشنطن. 

### الأكاديمية
في عام 2007 عملت أستاذة للغة العربية في جامعة ميريلاند في واشنطن، وأستاذة لمادة الإسلام المعاصر في جامعة جورج تاون بقسم ادراسات المستمرّة. 

### السياسية
حاولت أن تعمل مع المعارضة السورية منذ بداية الثورة فانتخبت في ديسمبر 2013 رئيستًا لإعلان دمشق للتغيير الوطني الديمقراطي في الولايات المتّحدة الأميركيّة.

هي عضو مؤسس في المجلس الوطني السوري الذي تأسس في واشنطن عام 2003 ومؤسس وأمين عام منظمة المحور الثالث للتنويريين العرب منذ 2006 وعضو مؤسس للجمعية الوطنية السورية منذ 2011. ترأس مجموعة الهيئة السياسية السورية الأميركية SAPAC وكتلة العرب الأميركيين الجمهوريين AARC. وبوصفها محللة سياسية، شاركت في البراج التلفزيونية التحليلية في الاقنية العربية والدولية. 

## آرائها
تدافع عن الحرية المرأة ودولة المواطنة وتوسيع المجتمع المدني. نقدت النهج الأمريكي لإجراء الديموقراطية في الشرق الأوسط وصرّحت «يجب أن تؤسس ديمقراطيات محليّة تبنى على إحداثيات اجتماعية وثقافية تخص المكان بعينه.»  دعمت المعارضة بعد الثورة السورية 2011. 

## حياتها الشخصية
هاجرت من وطنها إلى الولايات المتحدة في 1992 لتشكل حياة جديدة.

## جوائزها وتكريمها
- 2009: اختيرت من قبل ناشر كتاب «أبرز معالم وشخصيات واشنطن» كواحدة من أبرز الشخصيات التي أثْرت الحوار العربي ـ الإسلامي. [11]
- 23 يوليو 2012: الجائزة التقدبرية لوزارة الخارجية عن دورها في تطوير برنامج الدبلوماسية العامة الخاص بمنطقة الشرق الأوسط.

## مؤلفاتها
من دواوينها الشعرية:
- الهروب إليه، 1987
- وجه النار الآخر، 1988
- ماء ولغة، 1989
- جولييت تنهض من قبرها، 1991